# Pentacloruro di fosforo
Il pentacloruro di fosforo, nome sistematico pentacloro-λ5-fosfano, è il composto binario del fosforo pentavalente con il cloro, avente formula PCl5. È uno dei più importanti cloruri del fosforo; altri suoi importanti composti con il cloro sono il tricloruro di fosforo (PCl3), il cloruro di fosforile (POCl3) e il cloruro di tiofosforile (PSCl3). A temperatura ambiente il pentacloruro di fosforo è un solido cristallino incolore (se puro) e di odore acre, che con l'acqua reagisce idrolizzandosi e dando infine acido fosforico e acido cloridrico; i campioni commerciali possono essere giallastri ed anche contaminati con cloruro di idrogeno. Viene usato come agente clorurante.

## Struttura e proprietà
Il pentacloruro di fosforo è un composto termodinamicamente molto stabile, ΔHƒ° = -443,5 kJ/mol. La sua struttura molecolare muta al variare dello stato di aggregazione (solido, liquido o gas) e con il tipo di solvente e la concentrazione, se si trova in soluzione.

### In fase gassosa
In fase gassosa o come liquido puro PCl5 è un composto molecolare. La molecola risulta avere la forma di una bipiramide trigonale con l'atomo di fosforo al centro che forma cinque legami con i cinque atomi di cloro posti ai vertici, con simmetria molecolare D3h, la quale simmetria assicura che il suo momento dipolare sia nullo.
Questa struttura è in accordo sia con le previsioni di una ibridazione sp3d dell'atomo di fosforo, che ha cinque elettroni nel guscio di valenza, sia con le indicazioni del modello VSEPR per una molecola come questa, del tipo AX5.
Dato però che la bipiramide trigonale non è un poliedro regolare, i legami dell'atomo di fosforo centrale con i clori, ed anche gli atomi di cloro stessi, non possono essere tutti equivalenti. I tre atomi Cl ai vertici del triangolo di base della bipiramide sono tra loro equivalenti e sono detti equatoriali (Cleq), come pure tra loro equivalenti sono i due Cl ai due vertici opposti della bipiramide, che sono detti assiali (Clax), ma questi due gruppi di legami ed atomi sono tra loro differenti.
Quindi, ammettendo ibridazione complessiva sp3d, la geometria prevista è comunque una bipiramide trigonale, che è quella che si osserva sperimentalmente per la molecola libera del pentacloruro di fosforo. In questa, anche i 5 orbitali e i legami con essi formati non possono essere tutti uguali, ma si separano in due gruppi tra loro equivalenti: un gruppo formato da tre orbitali ibridi con maggior carattere s e minor carattere d, e un altro formato da due orbitali ibridi con minor carattere s e maggior carattere d.
Da un'indagine di diffrazione elettronica in fase gassosa è stato possibile conoscere i dati salienti della struttura molecolare:
r(P−Cleq) = 202,0 pm; r(P−Clax) = 212,4 pm;
r(Cleq . . . Cleq) = 349,1 pm;   r(Cleq . . . Clax) = 293,0 pm;   r(Clax . . . Clax) = 424,5 pm;
∠(Cleq−P−Cleq) = 120°; ∠(Cleq−P−Clax) = 90°; ∠(Clax−P−Clax) = 180°.
Quindi, nella struttura in fase gassosa l'atomo centrale di fosforo è legato a 3 atomi di cloro su un piano equatoriale con angoli di 120° e, su un asse passante per l'atomo P e perpendicolare a questo piano, è legato a 180° con due altri clori, mentre questi ultimi formano angoli retti con i legami equatoriali.
Confrontando il pentacloruro di fosforo con il tricloruro, si ha che i legami assiali in PCl5 (PV–Clax) sono sensibilmente più lunghi dei legami PIII–Cl in PCl3 (204,3 pm), mentre quelli equatoriali (PV–Cleq) sono leggermente più corti di quelli in PCl3. Tuttavia, gli stessi legami equatoriali in PCl5 sono apprezzabilmente più lunghi rispetto ai legami PV–Cl nell'altro composto importante di P(V), il cloruro di fosforile O=PCl3 (198,9 pm), che però ha struttura tetraedrica (P sp3), ed anche nel catione [PCl4]+, in cui PV–Cl è di 197 pm.
Mentre nel primo confronto sembra avere più peso nell'accorciamento (e rafforzamento) del legame lo stato di maggiore ossidazione (PV contro PIII), nel secondo caso sembra decisivo il minor numero di coordinazione di P in O=PCl3 o in [PCl4]+.
Tra le distanze di non legame, quelle tra i clori equatoriali a 120° sono di 349,1 pm, mentre la distanza attesa tra atomi di cloro non legati dovrebbe essere maggiore e compresa nell'intervallo 358-380 pm; invece, le distanze tra un Cl assiale e i Cl equatoriali (a 90°) sono parecchio più brevi, 293,12 pm, decisamente al di qua del citato intervallo.

### In fase condensata
Questa struttura molecolare di PCl5 persiste nel liquido puro: nello spettro Raman del fuso si possono osservare le bande caratteristiche di PCl5 gassoso. Persiste anche in solventi non polari come il solfuro di carbonio (CS2), il benzene e il tetracloruro di carbonio (CCl4), sebbene in quest'ultimo si osservi parziale dimerizzazione.
Allo stato solido il pentacloruro di fosforo è un composto non molecolare e forma un reticolo ionico, formulato come [PCl4]+[PCl6]−, dove le lunghezze P−Cl sono 197 pm e 208 pm. Questo comportamento contrasta con quello di PF5 che mantiene la sua struttura molecolare anche allo stato solido, ma è affine a quello di PBr5 che allo stato solido è anch'esso ionico, sebbene con composizione diversa: [PBr4]+Br−; questa è favorita dalle maggiori dimensioni di Br− rispetto a Cl− mentre, per quanto riguarda PI5, la sua esistenza stessa è incerta.
La struttura bipiramidale di PCl5 può anche esistere, però in forma metastabile, anche allo stato solido: facendo condensare il vapore su una parete fredda a 15 K, le molecole si aggregano formando un solido molecolare; tuttavia, elevando la temperatura a ~130 K, le molecole si riorganizzano nella struttura ionica.
In soluzione di solventi polari, come l'acetonitrile, il nitrometano o il nitrobenzene, il pentacloruro di fosforo dà luogo ad autoionizzazione, favorita dalle interazioni di tipo ione-dipolo che in tal caso vengono a crearsi. Se la soluzione è diluita si ha prevalente dissociazione secondo l'equilibrio:
{\displaystyle {\ce {PCl5\leftrightarrows [PCl4]^{+}Cl^{-}}}}
A concentrazione più elevata prevale un secondo equilibrio:
{\displaystyle {\ce {2PCl5\leftrightarrows [PCl4]^{+}[PCl6]^{-}}}}
Gli ioni [PCl4]+ e [PCl6]− hanno rispettivamente struttura tetraedrica (P sp3) e ottaedrica (P sp3d2).

## Sintesi
Il pentacloruro di fosforo fu ottenuto per la prima volta da Humphry Davy nel 1810. Si prepara per clorurazione del tricloruro di fosforo (PCl3). Nel 2000 sono state prodotte in questo modo circa 10.000 tonnellate di pentacloruro di fosforo.
{\displaystyle {\ce {PCl3\ +\ Cl2\leftrightarrows PCl5\,\,\,\,}}} (ΔHr° = -124 kJ/mol)
Il pentacloruro di fosforo è in equilibrio con il tricloruro di fosforo e cloro biatomico, e a 180 °C il grado di dissociazione è circa 40%.  A causa di questo equilibrio i campioni di pentacloruro di fosforo contengono spesso cloro, che impartisce una colorazione verdina.

## Reattività

### Idrolisi
Il pentacloruro di fosforo reagisce con l'acqua per formare cloruro di idrogeno e altri prodotti, a seconda della quantità di acqua presente. Se l'acqua è in quantità stechiometrica si forma cloruro di fosforile:
{\displaystyle {\ce {PCl5\ +\ H2O->POCl3\ +\ 2HCl}}}
In eccesso di acqua o ad alta temperatura la reazione è violenta e il pentacloruro di fosforo si idrolizza completamente ad acido ortofosforico:
{\displaystyle {\ce {PCl5 \ + \ 4H2O -> H3PO4 \ + \ 5HCl}}}

### Reazioni di clorurazione
Il pentacloruro di fosforo è usato principalmente in reazioni di clorurazione, sia in campo organico che inorganico.

#### Clorurazione di composti organici
Nella sintesi organica sono interessanti due tipi di clorurazioni. Le clorurazioni ossidative comportano il trasferimento di Cl2 dal reagente al substrato. Le clorurazioni sostitutive comportano la sostituzione di gruppi O od OH con atomi di cloro. Il pentacloruro di fosforo è usato in entrambi i modi.
Per quanto riguarda le clorurazioni sostitutive, il pentacloruro di fosforo può convertire gli alcoli a cloruri alchilici e gli acidi carbossilici nei corrispondenti cloruri acilici:
RCOOH + PCl5  →  [RCOOPCl4] (intermedio instabile) + HCl  →  RCOCl + POCl3 + 2 HCl
In laboratorio è usato però più comunemente il cloruro di tionile perché dai prodotti organici è più facile separare l'anidride solforosa (SO2), che è gassosa, rispetto a cloruro di fosforile (POCl3), che è liquido.
In questo, il pentacloruro di fosforo e il tricloruro di fosforo sono un po' simili al cloruro di solforile (SO2Cl2), dato che entrambi sono spesso usati per sostituire un gruppo -OH con Cl. Anche per le clorurazioni ossidative in laboratorio si preferisce spesso usare il cloruro di solforile anziché pentacloruro di fosforo, dato che il sottoprodotto gassoso (l'anidride solforosa) è più semplice da separare.
Il pentacloruro di fosforo reagisce con le ammidi terziarie, come la dimetilformammide (DMF) per formare cloruro di (clorometilen)dimetilammonio, [(CH3)2N=CClH]Cl, detto reagente di Vilsmeier. Più comunemente si prepara un sale analogo facendo reagire DMF e ossicloruro di fosforo POCl3. Questi reagenti sono utili per preparare derivati della benzaldeide tramite formilazione di areni recanti gruppi attivanti, ossia principalmente ammine aromatiche e fenoli, e anche per convertire gruppi C−OH in gruppi C−Cl.
A differenza del tricloruro di fosforo, il pentacloruro effettua la clorurazione radicalica sostituendo idrogeni allilici e benzilici ed è particolarmente rinomato per la conversione di gruppi >C=O di chetoni e aldeidi in gruppi >CCl2, formando gem-dicloruri alchilici. Si tratta di una deossigenazione del carbonile con formazione del forte legame P=O di POCl3.
Il carattere elettrofilo del pentacloruro di fosforo è evidenziato dalla sua reazione con lo stirene per formare, dopo idrolisi, derivati dell'acido fosfonico.

#### Clorurazione di composti inorganici
Come per le reazioni con composti organici, anche in campo inorganico il pentacloruro di fosforo è stato rimpiazzato dal cloruro di solforile SO2Cl2. L'anidride fosforica (P4O10) reagisce col pentacloruro di fosforo per formare ossicloruro di fosforo:
{\displaystyle {\ce {6PCl5\ +\ P4O10->10POCl3}}}
Il pentacloruro di fosforo clorura il diossido di azoto per dare il cloruro di nitronio:
{\displaystyle {\ce {PCl5 \ + \ 2NO2 -> PCl3 \ + \ 2NO2Cl}}}
Con l'anidride solforosa il PCl5 dà il cloruro di tionile e il cloruro di fosforile:
PCl5  + SO2  →  POCl3 + SOCl2
Dalla reazione con l'acido solforico si ottiene l'acido clorosolforico:
PCl5 + H2SO4  →  ClSO3H + POCl3 + HCl
Con il tricloruro di boro, un forte acido di Lewis, PCl5 agisce da base cedendogli uno ione cloruro e formando così il sale tetracloroborato di tetraclorofosfonio:
BCl3 + PCl5  →  [PCl4]+ [BCl4] –
Inoltre il pentacloruro di fosforo è utilizzato per preparare esafluorofosfato di litio (LiPF6), un elettrolita impiegato in accumulatori agli ioni di litio. L'esafluorofosfato di litio è prodotto facendo reagire pentacloruro di fosforo e fluoruro di litio:
{\displaystyle {\ce {PCl5 \ + \ 6LiF -> LiPF6 \ + \ 5LiCl}}}

## Sicurezza
Il pentacloruro di fosforo è un composto corrosivo e per contatto con la pelle o gli occhi provoca ustioni. È tossico specie per inalazione. Reagisce violentemente con l'acqua liberando acido cloridrico gassoso.